# Театр классического балета Н. Касаткиной и В. Василёва
Государственный академический театр классического балета под руководством Н. Касаткиной и В. Василёва (ГАТКБ, за пределами России известен как The Moscow Classical Ballet) — театр балета в Москве, имеющий статус государственного академического.
Собственного здания не имеет. В Москве показывает спектакли на различных сценических площадках, в их числе — сцены театра Новая опера, Государственного Кремлёвского дворца, ГКЗ «Россия», РАМТ. Ранее выступал также на сцене МХТ им. Чехова. Активно гастролирует по России и зарубежным странам.

## История
Театр был создан в 1966 году Игорем Моисеевым как Хореографический концертный ансамбль СССР «Молодой балет». Директором коллектива стала бывшая балерина Большого театра Ирина Тихомирнова. Первая программа была показана в 1968 году, в неё вошли номера в постановке Касьяна Голейзовского, Асафа Мессерера и Олега Виноградова.
В 1971 году труппа получила новое название — Концертный ансамбль СССР «Классический балет» и нового художественного руководителя — Юрия Жданова. Под его руководством репертуар пополнили фрагменты из балетов классического наследия и собственные постановки Жданова — одноактные балеты и хореографические миниатюры.
В 1977 году художественное руководство перешло к Владимиру Василёву (1931—2017), а главным балетмейстером театра стала его жена Наталия Касаткина (1934—2024). С этого времени начинает изменяться репертуар труппы — вместо концертных программ и одноактных балетов ставятся полномасштабные спектакли.

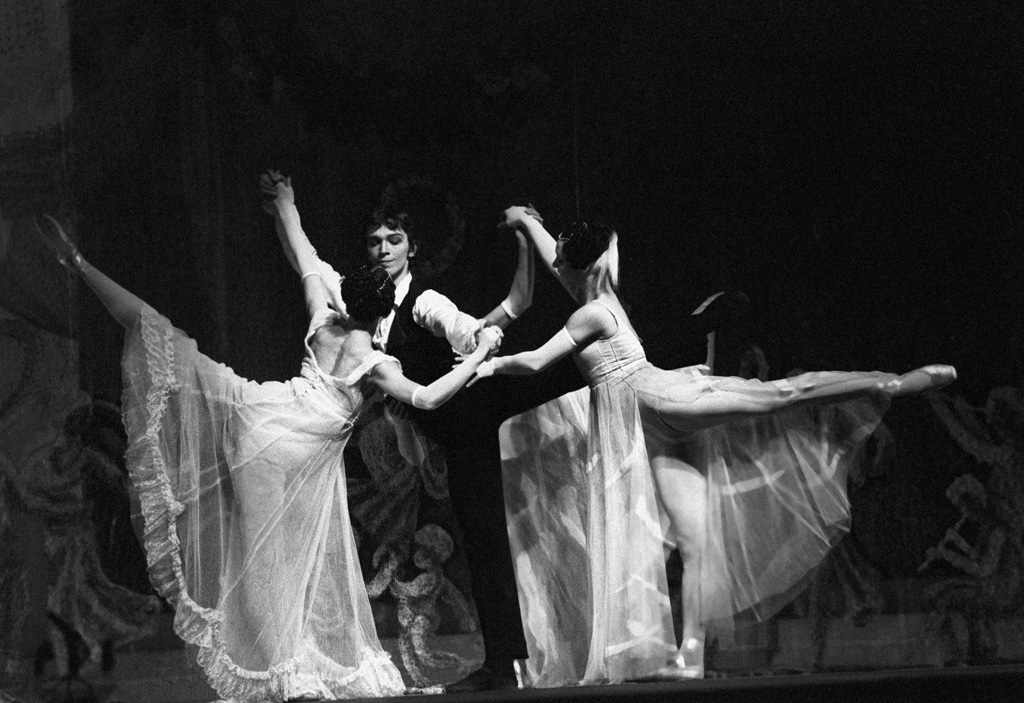
Станислав Исаев в партии Пушкина ("Пушкин. Размышления о поэте"), 1 июля 1986 г.

В 1978 году коллектив переименовывается в Государственный концертный ансамбль СССР «Московский классический балет», в 1986 году получает статус театра (под названием Московский государственный театр балета СССР). С 1992 года носит современное название.

## Руководство
Художественным руководителем театра с 1977 года и до конца жизни в 2017 году был Владимир Василёв, главным балетмейстером была его жена Наталия Касаткина, которая скончалась в 2024 году.
Должность директора театра в настоящее время занимает их сын — Иван Василёв.
Заведующий балетной труппой — Сергей Белорыбкин.

## Труппа
В ГАТКБ начали свой творческий путь многие выдающиеся артисты балета. В их числе: 
- Ирек Мухамедов,
- Галина Степаненко,
- Владимир Малахов[2],
- Станислав Исаев[5].

Сегодня труппа театра насчитывает 75 артистов. Ведущее положение в ней занимают: 
- Ильгиз Галимуллин
- Марина Ржанникова
- Николай Чевычелов
- Наталья Огнева
- Артём Хорошилов
- Алексей Орлов[2].

Педагогами-репетиторами театра в разные годы работали:
- Марина Кондратьева,
- Азарин, Наум Маттаньевич,
- Наталья Таборко,
- Татьяна Попко,
- Владимир Петрунин,
- Владимир Муравлёв.

## Репертуар
Изначально коллектив ориентировался на создание эксклюзивного репертуара, включавшего спектакли Н. Д. Касаткиной и В. Ю. Василёва (как поставленные ранее на других сценах, так и созданные ими непосредственно для своего театра) и некоторые произведения других балетмейстеров (например, «Натали, или Швейцарская молочница» П. Лакотта).
В конце 1980-х годов репертуарная политика театра меняется: начинают ставиться классические балеты: («Лебединое озеро» (1988), «Дон Кихот»(1990), «Жизель» (1991),«Щелкунчик» (1993) и др.
Сегодня репертуар театра включает в себя основные спектакли классического наследия (все они, кроме «Жизели», идут в авторских редакциях художественных руководителей театра), а также их собственные постановки: «Весна священная», «Золушка», «Жар-Птица», «Маугли», «Поцелуй Феи», «Ромео и Джульетта», «Сотворение мира», «Спартак», «Чудесный мандарин», «Штраус-гала».